# عبيد الله بن أبي يزيد المكي
عبيد الله بن أبي يزيد المكي (40هـ - 126هـ)، مولى بني كنانة، حلفاء بني زهرة، تابعي وأحد المكثرين من رواية الحديث النبوي.

## روايته للحديث النبوي
روى عن: إبراهيم بن عبد الله بن قارظ بن شيبة، والحسين بن علي بن أبي طالب، وسباع بن ثابت، وقيل: عن أبيه، عن سباع بن ثابت، وعبد الله بن الزبير، وعبد الله بن عباس، وعبد الله بن عمر بن الخطاب، وعبد الله بن كعب بن مالك، وعبد الرحمن بن طارق بن علقمة، وعبيد بن عمير، وكريب مولى ابن عباس، ومجاهد بن جبر المكي، ونافع بن جبير بن مطعم، وأبي لبابة بن عبد المنذر، وأبيه أبي يزيد.
روى عنه: حماد بن زيد، وداود بن عبد الرحمن العطار، وسفيان بن عيينة، وشبل بن عباد المكي، وشعبة بن الحجاج، وعبد الله بن عبيد الله بن أبي مليكة، وهو أكبر منه، وعبد الملك بن جريج، وعبد الوهاب بن عبد المجيد الثقفي، وابنه محمد بن عبيد الله بن أبي يزيد، ومزاحم بن أبي مزاحم، وأبو جزء نصر بن طريف، وورقاء بن عمر اليشكري، ويحيى بن صبيح النيسابوري.

## أقوال العلماء فيه
- قال يحيى بن معين: ثقة.
- وقال ابن سعد في طبقاته: ثقة.[4]
- وقال علي ابن المديني: ثقة.
- وقال العجلي: مكي تابعي ثقة.[5]
- وقال شمس الدين الذهبي: صدوق.
- وقال ابن حجر العسقلاني: ثقة كثير الحديث.[6]
- وقال النسائي وأبو زرعة الرازي: ثقة.
- وذكره ابن حبان في كتابه الثقات.[7]
- وقال في موضع آخر: من متقني أهل مكة.